# Gnamptoloma subochrea
Gnamptoloma subochrea là một loài bướm đêm trong họ Geometridae.